# Frankendorf (Türingia)
Frankendorf település Németországban, azon belül Türingiában. Lakosainak száma 160 fő (2023. december 31.). Frankendorf Wiegendorf és Kapellendorf községekkel határos.

## Népesség
A település népességének változása:
| Lakosok száma | 154  | 159  | 154  | 160  | 160  |
|               | 2017 | 2019 | 2021 | 2022 | 2023 |